# فريجة الغربية (سيدي بورجا)
فريجة الغربية هي إحدى مشيخات المملكة المغربية، تتبع جغرافيا لإقليم تارودانت وإداريًا لسيدي بورجا. يقدر عدد سكانها بـ 6361 نسمة حسب الإحصاء الرسمي للسكان والسكنى لسنة 2004.